# Into the Enchanted Chamber
Into the Enchanted Chamber é o primeiro álbum de estúdio da banda Sueca de power metal, Timeless Miracle. Foi lançado em Junho de 2005 pela Massacre Records. Foi escolhido como um dos 20 melhores álbuns de 2005 por usuários do site Metal Storm.

## Contexto e gravações
A banda, formada em 2001 e ainda conheida como Trapped, só continha dois membros: Mikael Holst e Fredrik Nilsson. Eles consideravam a banda um hobby apenas, mas gravaram três demos entre 2002-3004 com uma caixa de ritmos. Em 2004, a banda recebeu uma proposta de uma gravadora, e em 2005 eles completaram a formação com o baterista Jaime Salazar e o guitarrista Sten Möller e iniciaram as gravações do álbum, que  continha principalmente faixas das fitas demos.

## Composição
Into the Enchanted Chamber é um álbum melódico com teclados proeminentes e influências clássicas e folclóricas. As letras tratam de temas supernaturais e contrastam com as melodias mais alegres. Canções com influências folclóricas incluem "Witches of Black Magic", inspirada pelas lendas de Blockula e "Return of the Werewolf", com elementos de Chapeuzinho Vermelho. A balada "Memories" é a única faixa que não apareceu nas demos, tendo sido escrito bem antes da gravação dos mesmos. "The Voyage" tem mais de 14 minutos e levou quase seis meses para ser composta e arranjada.

## Faixas
Todas as letras escritas por Mikael Holst & Fredrik Nilsson, exceto onde especificado. 
| N.º            | Título | Duração |  |
| 1.             | "Curse of the Werewolf" (Maldição do lobisomem) | 7:15    |  |
| 2.             | "Witches of Black Magic" (Bruxas da magia negra) | 4:24    |  |
| 3.             | "Into the Enchanted Chamber" (Para a câmara encantada) | 6:07    |  |
| 4.             | "The Devil" (O diabo) | 5:30    |  |
| 5.             | "The Red Rose" (A rosa vermelha) | 5:43    |  |
| 6.             | "A Minor Intermezzo" (Um pequeno intermezzo (F. Nilsson)) | 1:21    |  |
| 7.             | "Return of the Werewolf" (Volta do Lobisomem) | 4:55    |  |
| 8.             | "Memories" (Memórias (Kim Widfors, N. Holst e F. Nilsson)) | 4:13    |  |
| 9.             | "The Gates of Hell" (Os portões do inferno) | 4:21    |  |
| 10.            | "Down to the Gallows" (Para os patíbulos) | 5:46    |  |
| 11.            | "The Dark Side Forest" (A floresta do lado negro) | 0:47    |  |
| 12.            | "The Voyage I. "Prelude to Dying" II. "Pray for Daylight" III. "Kiss of Life (Prelude Revisited)" IV. "The Turning" V. "Under a Harvest Moon" VI. "Back from the Past" VII. "The Ghost Vessel" VIII, "A Journey's End"" (A viagem I. "Prelúdio à morte" II. "Reze pela luz do dia" III. "Beijo da vida (prelúdio revisitado)" IV. "A volta" V. "Sob uma lua de Páscoa" VI. "De volta do passado" VII. "O barco fantasma" VIII, "O fim de uma jornada") | 14:10   |  |
| 13.            | "Church of the Damned" (Igreja dos amaldiçoados) | 4:38    |  |
| Duração total: | Duração total: | 69:12   |  |

## Músicos
- Mikael Holst – vocais/baixo
- Fredrik Nilsson – teclados/guitarras
- Sten Möller – guitarras
- Jaime Salazar – bateria